# تس گالاگر
تس گالاگر (به انگلیسی: Tess Gallagher) متولد ۱۹۴۳، از زنانشاعر و نویسندهٔ آمریکایی است.

## زندگی و عقاید
تس گالاگر در سال ۱۹۴۳ در آمریکا به دنیا آمد او از شاعران و نویسندگان رادیکال و منتقد جنگ محسوب می‌شود و خود را برآمده از طبقه کارگر می‌داند و او منتقد جنگ و سیاست دولت آمریکا در جنگ علیه افغانستان و عراق است و خود را شاعر و نویسنده‌یی سیاسی می‌داند او معتقد است پس از یازده سپتامبر و تصویب قانون میهن‌پرستی اختناق در آمریکا موجب شده است که نتوان مستقیم علیه دولت انتقاد کرد و او دوستانش سعی می‌کنند در اشعارشان با سیاست‌های جنگ‌طلبانه مقابله کنند. او در مصاحبه با اسدالله امرایی می‌گوید:«شعر امروز سلاحی است که مطبوعات، برای مقابله با سیاست‌های دولت بوش به کار گرفته‌اند... زمانی که «لایحهٔ میهن‌پرستی» مردم را وادار به سکوت کرده است، شعرخوانی‌هایی که در سراسر کشور برگزار می‌شود، زبان مردم را باز می‌کند.» 
او هم‌اکنون در اسکای هاوس‌پورت آنجلس زندگی می‌کند.

## آشنایی و ازدواج با ریموند کارور
در ۱۹۷۹ در همایش نویسندگان در دالاس، تکزاس با ریموند کارور ملاقات کرد، این ملاقات نقطهٔ عطفی در زندگی تس و کارور محسوب می‌شود. هر دو آنان زندگی خانوادگی ناموفقی داشتند تس از همسر اولش که افسر نیروی دریایی بود جدا شده بود و کارور نیز هر چند رسماً هنوز از همسر اولش ماریان بورک طلاق نگرفته بود اما مدت‌ها بود که جدا از او زندگی می‌کرد. کارور دوران سخت الکلی بودنش را پشت سر گذاشت و در نهایت و پس از آن‌که کارور در ۱۹۸۲ از همسر اولش، ماریان، طلاق گرفت با او در خانه‌یی در اسکای هاوس‌پورت آنجلس زندگی مشترک اما غیررسمی خود را آغاز کردند و سرانجام در ۱۹۸۸ در شهر رنو در ایالت نوادا با هم ازدواج کردند و دو ماه بعد ریموند کارور درگذشت.

## در زبان فارسی
از او چند داستان کوتاه و شعر در مجله‌های ادبی به ترجمهٔ اسدالله امرایی، مهسا ملک‌مرزبان، دنا فرهنگ، محسن فتحی زاده منتشر شده است. داستان کوتاه سیل در اردو به عنوان بخشی از کتاب کلیسای جامع، دو روایت توسط اسدالله امرایی ترجمه شده است. در همین کتاب مصاحبهٔ ریکاردو دورانتی با تس گالاگر و مصاحبهٔ اسدالله امرایی با وی نیز آمده است.